# Stade Ciutat de València
 (avril 2025).
Si vous disposez d'ouvrages ou d'articles de référence ou si vous connaissez des sites web de qualité traitant du thème abordé ici, merci de compléter l'article en donnant les références utiles à sa vérifiabilité et en les liant à la section « Notes et références ».
Le stade Ciutat de València (en espagnol : Estadio Ciudad de Valencia) est une enceinte sportive située dans le quartier de Levante à Valence en Espagne. Le stade est, depuis son inauguration en 1969, utilisé par le club de football de Levante UD.
Le stade Ciutat de València est le vingt-deuxième stade d'Espagne quant aux places disponibles, derrière le Stade d'Anoeta, avec une capacité de 26 354 spectateurs.